# Cyclopogon peruvianus
Cyclopogon peruvianus är en orkidéart som först beskrevs av Karel Presl, och fick sitt nu gällande namn av Rudolf Schlechter. Cyclopogon peruvianus ingår i släktet Cyclopogon, och familjen orkidéer. Inga underarter finns listade i Catalogue of Life.